# Sülzbach (Rhein)
Der Sülzbach ist ein gut 6½ Kilometer langer Bach im hessischen Rheingau-Taunus-Kreis, der durch Eltville fließt und von rechts in den Rhein mündet.

## Geographie

### Verlauf
Der Sülzbach entspringt auf einer Höhe von etwa  280 m ü. NHN im Nordwesten von Rauenthal, das nördlich von Eltville liegt. 
Der Bach fließt meist unterirdisch durch Eltville und mündet schließlich bei Kilometer 510,6 auf einer Höhe von 80,2 m ü. NHN von rechts in den Rhein. 
Sein etwa 6,6 km langer Lauf endet ungefähr 200 Höhenmeter unterhalb seiner Quelle, er hat somit ein mittleres Sohlgefälle von etwa 30 ‰.

### Einzugsgebiet
Das 12,231 km² große Einzugsgebiet des Sülzbachs erstreckt sich naturräumlich vom Rheingaugebirge (301.1) über den Rheingau (236) bis zur Ingelheimer Rheinebene (237). Es wird durch ihn über den Rhein zur Nordsee entwässert.
Es grenzt im Westen an das Talsystem des Kiedricher Bachs und im Osten und Norden an das der Walluf, die beide in den Rhein münden.

### Zuflüsse
- Bleichbach[4][5] (links) 0,5 km
  - Kleiner Buchwaldgraben (rechter Quellbach), 1,5 km
  - Großer Buchwaldgraben (linker Quellbach), 3,6 km

## Umwelt
Seine Güte wird mit etwa 1,9  
als mäßig belastet angesehen und in die Gewässergüteklasse II eingestuft.

## Verkehr
Vom Stadtrand Eltville verfolgt auf der westlichen rechten Talseite der Wiesweg den Bachlauf talaufwärts bis in den Stadtwald. In Höhe des Schulzentrums Eltville mit Gymnasium und Realschule überspannt die 550 Meter lange Sülzbachtalbrücke der Bundesstraße 42 den Talgrund samt Wiesweg.